# 劉文莊 (弘治進士)
劉文莊（1465年—1547年），字寅中，武功右衛（在今河北正定縣）軍籍，陝西華陰縣人，明朝政治人物。

## 生平
順天府鄉試第三十五名舉人，弘治十二年（1499年）己未科會試第九十七名，三甲第十八名進士。同年官山東章丘縣知縣。擢刑部主事，歷署郎中，正德五年（1510年）三月改任江西道監察御史，陞山西太原府知府。十三年二月升浙江右參政，十六年十月升河南右布政使，晋左布政，嘉靖三年（1524年）六月官都察院右副都御史、巡撫雲南，八月改巡撫河南，四年六月命回院管事，六年九月以李福达案被罢免。

## 家族
曾祖劉德；祖劉聚；父劉庠，前州同知。母陈氏。具庆下。兄劉文華。